# Aermacchi AL-60
Die Aermacchi AL-60 ist ein leichtes Kurzstrecken-Verbindungs- und Mehrzweckflugzeug der italienischen Firma Aermacchi.

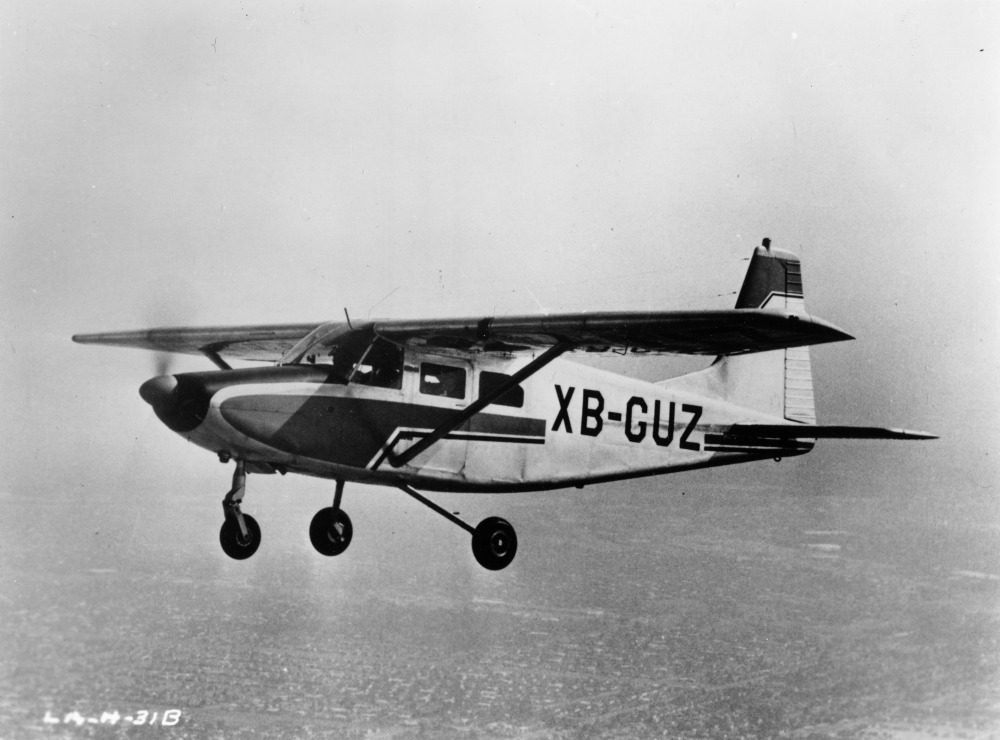
Lockheed-Azcárate LASA-60.

## Geschichte
1959 entwickelte der Lockheed-Ingenieur Al Mooney das robuste Buschflugzeug L-402. Lockheed baute aber nur zwei Prototypen und die US-amerikanische Firma Kaiser wenige Serienexemplare. Das Joint Venture zwischen Lockheed und der mexikanischen Firma Azacarte SAI baute insgesamt 44 Maschinen unter der Bezeichnung LASA-60, darunter auch speziell für die Landwirtschaft ausgerüstete Maschinen. 1961 erwarb Aermacchi von Lockheed die Lizenz zur Produktion der Maschine und produzierte ab April 1961 84 Maschinen der Versionen AL-60B-1 und B-2 Santa Maria. Neben einigen Zivilmaschinen wurde auch die als AL-60 „Trojan“ vermarktete Militärversion für die italienischen Streitkräfte und einige afrikanische Staaten gebaut. Der Typ war dennoch nur ein mäßiger Erfolg und wurde nicht lange produziert. Die mexikanische Luftfahrtbehörde kaufte 18 AL-60 für den Such- und Rettungsdienst. Die militärische Variante AL-60C-5 Conestoga, ebenfalls mit Dreipunktfahrwerk, wurde an Zentralafrika, Kanada und (als F-5 Trojan) an das ehemalige Rhodesien (heute Simbabwe) geliefert.
Insgesamt stellte Aermacchi etwa 200 Maschinen her, von denen heute noch einige im Einsatz sind. Für die militärische Al-60C fand sich mit der südafrikanischen Atlas Aircraft GmbH ein Lizenznehmer, der die Maschine als C4M Kudu verkaufte.

## Konstruktion
Die Flügel des Hochdeckers haben als normale Klappen ausgebildete Querruder und von Hand bediente Fowlerklappen. Das feststehende Dreiradfahrwerk besteht aus Stahlrohrauslegern und horizontalen Öldruckstoßdämpfern unter dem Kabinenboden. Die AL-60C hat ein Heckradfahrwerk. Pilot und gegebenenfalls ein zweiter Pilot sitzen nebeneinander, hinter ihnen ist Platz für zwei dreisitzige Bänke. Für den Transport von Verwundeten kann die AL-60 zwei Tragen, einen Leichtverwundeten im Sitzen und einen Sanitäter aufnehmen. Die Hauptbeladungsöffnung befindet sich auf der rechten Seite. Eine zweite Schiebetür als Ausstieg für Fallschirmspringer oder für den Abwurf von Gütern befindet sich links hinten.

## Militärische Nutzer

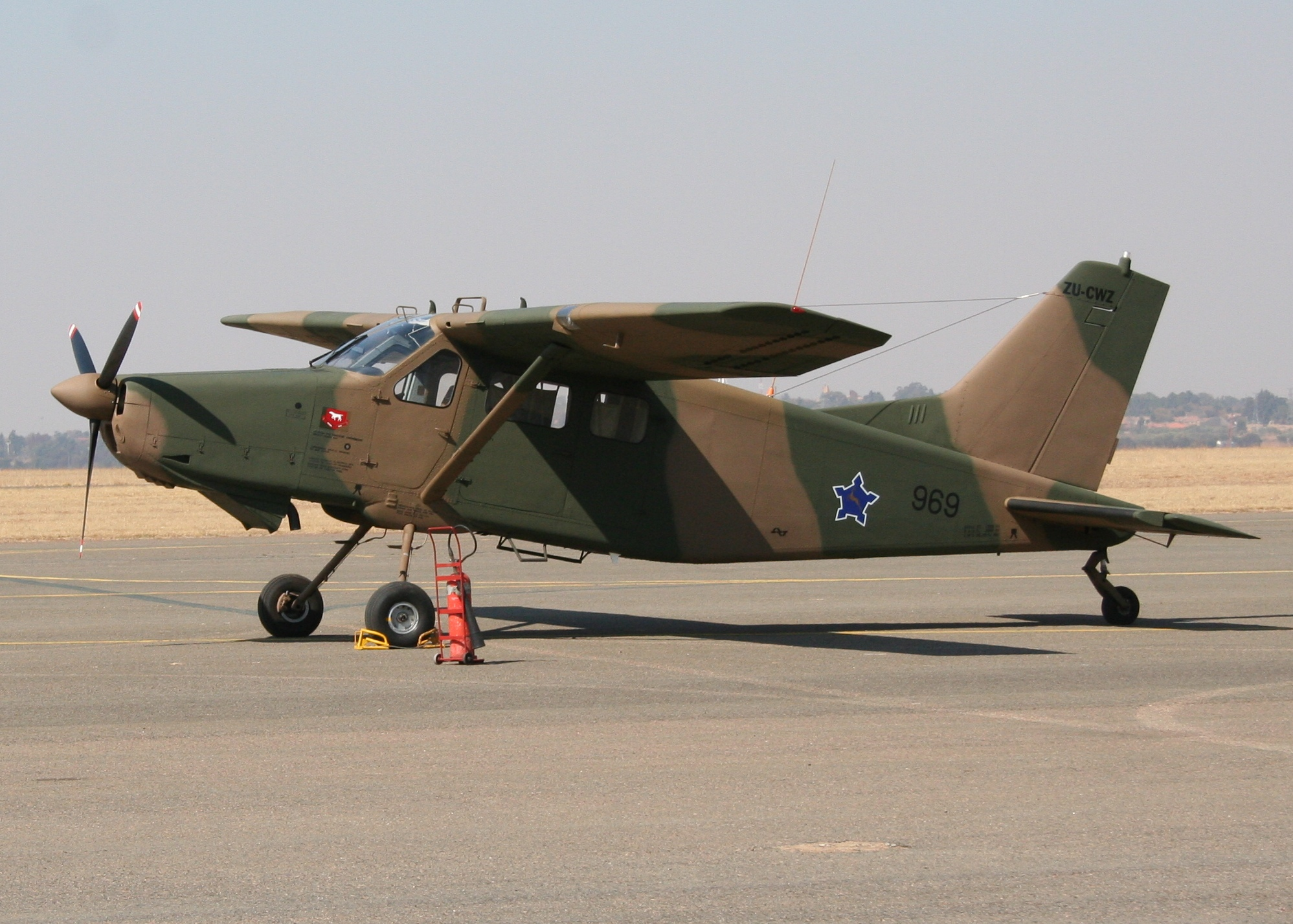
Eine Atlas C4M Kudu der südafrikanischen Luftstreitkräfte

- Mexiko
- Mauretanien
- Rhodesien
- Südafrika
- Tunesien
- Zentralafrikanische Republik

## Technische Daten
| Kenngröße             | Daten                                                       |
| --------------------- | ----------------------------------------------------------- |
| Besatzung             | 1–2                                                         |
| Passagiere            | 5–6                                                         |
| Länge                 | 8,55 m                                                      |
| Spannweite            | 11,90 m                                                     |
| Höhe                  | 3,25 m                                                      |
| Flügelfläche          | 19,50 m²                                                    |
| Flügelstreckung       | 7,3                                                         |
| Nutzlast              | ? kg                                                        |
| Leermasse             | 1000 kg                                                     |
| max. Startmasse       | 1750 kg                                                     |
| Reisegeschwindigkeit  | 227 km/h                                                    |
| Höchstgeschwindigkeit | 246 km/h                                                    |
| Dienstgipfelhöhe      | 4150 m                                                      |
| Reichweite            | 1037 km bei max. Tankfüllung                                |
| Triebwerke            | ein 6-Zylinder-Boxermotor Continental TSIO-470-B mit 194 kW |